# Lendzieniszki
Lendzieniszki (lit. Lindiniškės) − wieś na Litwie, w rejonie wileńskim, 4 km na północny wschód od Awiżenii, zamieszkana przez 130 ludzi.
W II Rzeczypospolitej wieś Lendzieniszki należała do powiatu wileńsko-trockiego w województwie wileńskim.